# Guilhelmus Lapidanus
Guilhelmus Lapidanus, of Willem Vander Steen (Wervik, circa 1506 - ?, na 1540) was een humanistisch auteur en leerkracht.
Na ingetreden te zijn in het benedictijnenklooster van Sint-Winoksbergen, ging Lapidanus in de jaren twintig van de zestiende eeuw studeren aan de universiteit van Leuven. Hij volgde er colleges aan het Drietalencollege en trad in contact met bekende humanisten zoals Conradus Goclenius, Cornelius Scepperus en Rutgerus Rescius. Deze laatste introduceerde hem bij Nicolaus Olahus, de secretaris van Maria van Hongarije die van 1531 tot 1539 in Brussel verbleef.
In Leuven verschenen ook zijn eerste werken, de Meditationes in septem psalmos poenitentiae (1530) en De non timenda morte (1533). 
Ondertussen had de Wervikse humanist een afkeer gekregen van het ongecultiveerde kloosterleven in Sint-Winoksbergen. Hij probeerde eerst een positie buiten het klooster te verwerven, maar toen dat hij niet lukte en het bevel kreeg naar het klooster terug te keren, stelde hij zich dan maar kandidaat om abt in Sint-Winoksbergen te worden. Hij moest echter de duimen leggen voor de tegenkandidaat Gérard d'Américourt, gooide daarop ontgoocheld de kap over de haag en verliet in 1536 het klooster. 
In 1537 duikt hij terug op in het Franse Agen, waar hij doceerde aan het plaatselijke college. In 1538 werd hij schoolhoofd in het nabijgelegen Lectoure. In datzelfde jaar legde hij tijdens een inquisitieonderzoek een getuigenis af die zeer belastend is voor de hoofdverdachte Philibert Sarazzin, die sinds 1534 schoolhoofd was in Agen. In zijn verklaring slaagde Lapidanus er vreemd genoeg in om zichzelf voor te stellen als een modelkatholiek. 
In dezelfde periode gaf Lapidanus ook les aan Sylvius, de zoon van de beroemde humanist Julius Caesar Scaliger, die vanaf ca. 1526 in Agen woonde. De twee humanisten sloten vriendschap en Scaliger droeg een drempeldicht bij aan de Methodus Dialectices, het schoolhandboek voor aristotelisch-boëthiaanse logica dat Lapidanus in 1540 publiceerde. De Methodus was het meest succesvolle werk van de Wervikse humanist: het werd nog minstens viermaal herdrukt. 
In 1540 werd Lapidanus benoemd tot schoolhoofd te Agen, maar na een conflict met het stadsbestuur omwille van achterstallige betalingen, verliet hij in 1541 de stad. Daarna verliezen we ieder spoor van de humanist.

## Werken van Lapidanus
- Meditationes in septem psalmos poenitentiae (Leuven, H. Baersius - alias Vekenstyl -, 1530)
- De non timenda morte (Leuven, R. Rescius in samenwerking met B. Gravius, 1533)
- Methodus Dialectices (Lyon, S. Gryphius, 1540; herdrukken: Lyon, S. Gryphius, 1542; Lyon, Th. Payen - voor A. Vincentius -, 1542; Parijs, J. Lodoicus en O. Parvus, 1546; Caen, M. en P. Philippe, 1556)

Daarnaast is er nog sprake van een De miseria conditionis humanae (haast zeker identiek aan de De non timenda morte) en een verloren gegane Conciliatio dubiorum in sacrificio Missae.